# John Duncan Dwyer
John D. Dwyer (1915 - 6 de diciembre de 2005) fue un botánico estadounidense.
Realizó una exhaustiva investigación acerca de la flora de Belice. Obtuvo su doctorado en la Universidad de Misuri y fue investigador del "Missouri Botanical Garden", St. Louis.
Tuvo una larguísima carrera como profesor de Biología, llegando a "emérito" al retirarse en 1985.
Realizó extensas exploraciones botánicas a Panamá, Belice, Guatemala, colectando y preservando especímenes en toda Centroamérica, y Columbia, Perú, Ecuador, Arabia Saudí. Mucha de su colección se hospeda en el Jardín Botánico de Misuri.
En 1984 fue elegido Miembro de la Sociedad Linneana de Londres.
Autor de 70 artículos académicos, fue del equipo directivo editorial de Annals of the Missouri Botanical Society, y de Transactions of Missouri Academy of Science.
En 1942 se casa con Marie Rita Rozelle; que fallece en 1998. Tuvieron cuatro varones: John Dwyer Jr., Joseph Dwyer, James Dwyer y Jerome Dwyer; y al momento de su deceso: doce nietos y cuatro bisnietos.

## Algunas publicaciones
- yüan-po Yang, john Duncan Dwyer. 1989. Taxonomy of subgenus Bladhia of Ardisia (Myrsinaceae). Edición reimpresa. 107 pp.

- david h. Lorence, john Duncan Dwyer. 1988. A revision of Deppea (Rubiceae). Editor Pacific Trop. Botan. Garden, 47 pp.

- john Duncan Dwyer, david l. Spellman. 1981. List of the Dicotyledoneae of Belize. Editor New England Botanical Club, 76 pp.

- -------------------------. 1954. The tropical American genus Tachigalia (Caesalpiniaceae). Edición reimpresa de Missouri Botanical Garden, 38 pp.

- -------------------------. 1941. The American species of the Luxemburgieae (Ochnaceae). Editor Fordham University, 390 pp.

- La abreviatura «Dwyer» se emplea para indicar a John Duncan Dwyer como autoridad en la descripción y clasificación científica de los vegetales.[1]